# Camillo Procaccini

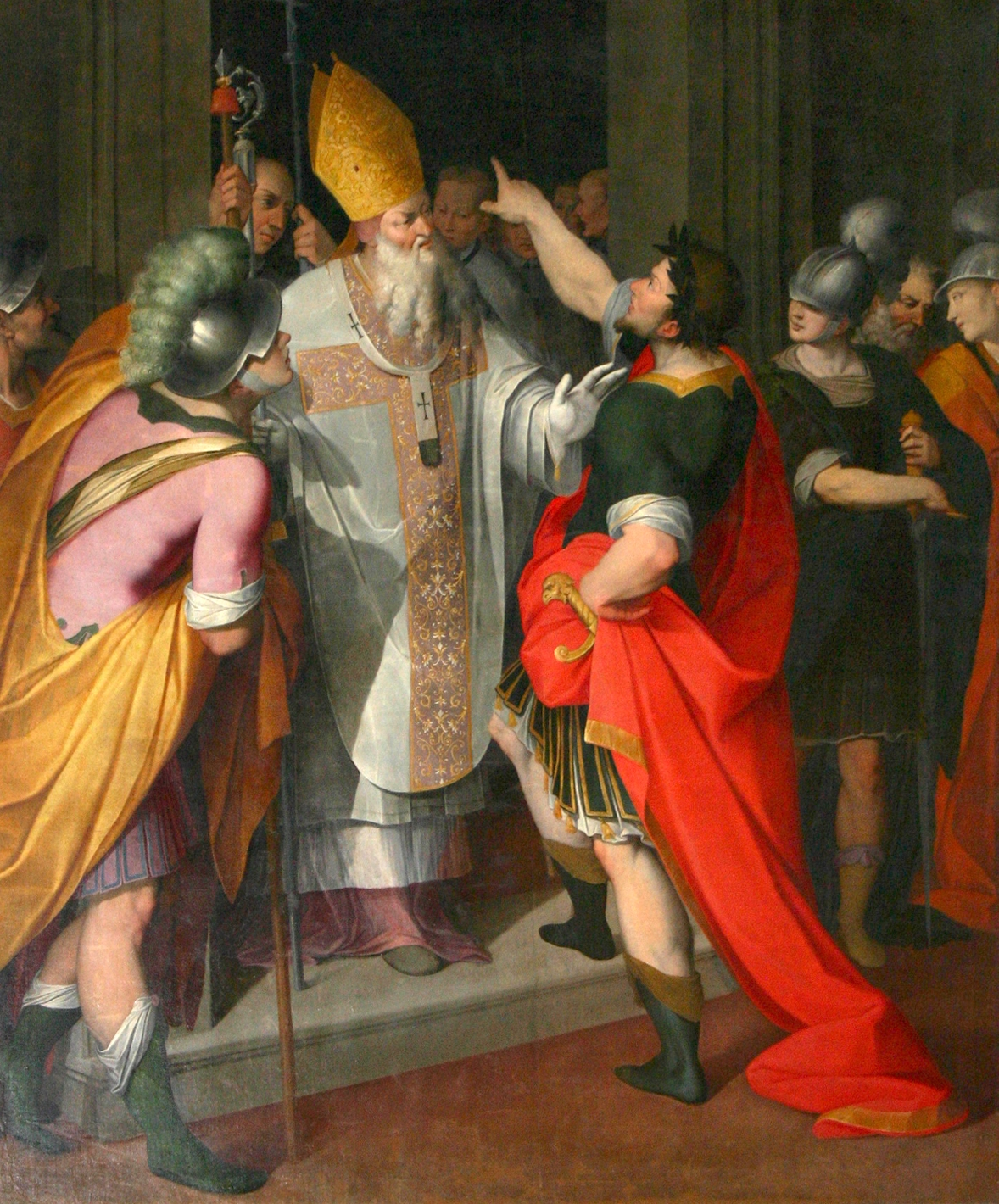
San Ambrosio impide el paso al emperador Teodosio

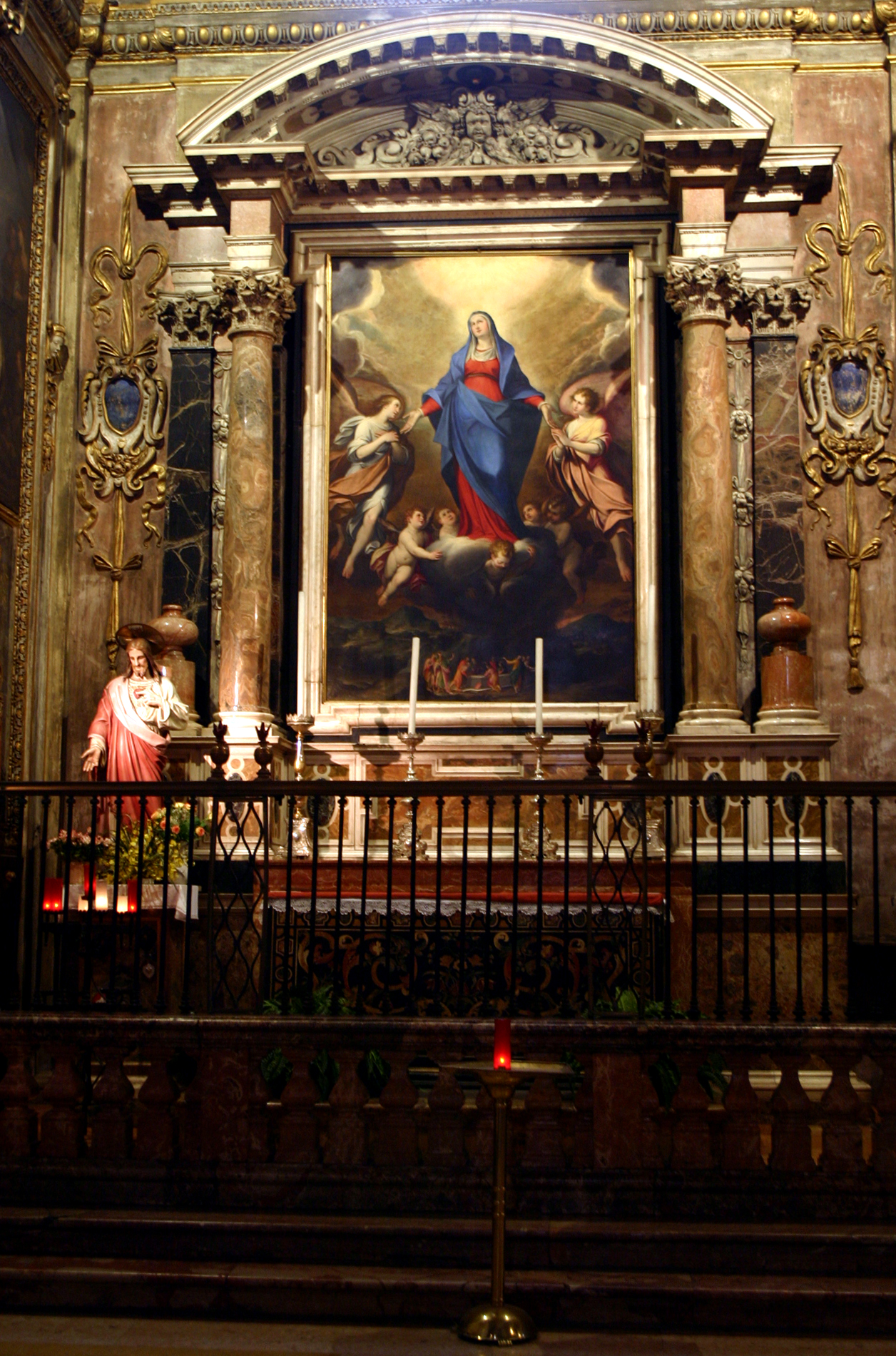
Asunción de María, Milán, iglesia de Sant'Alessandro.

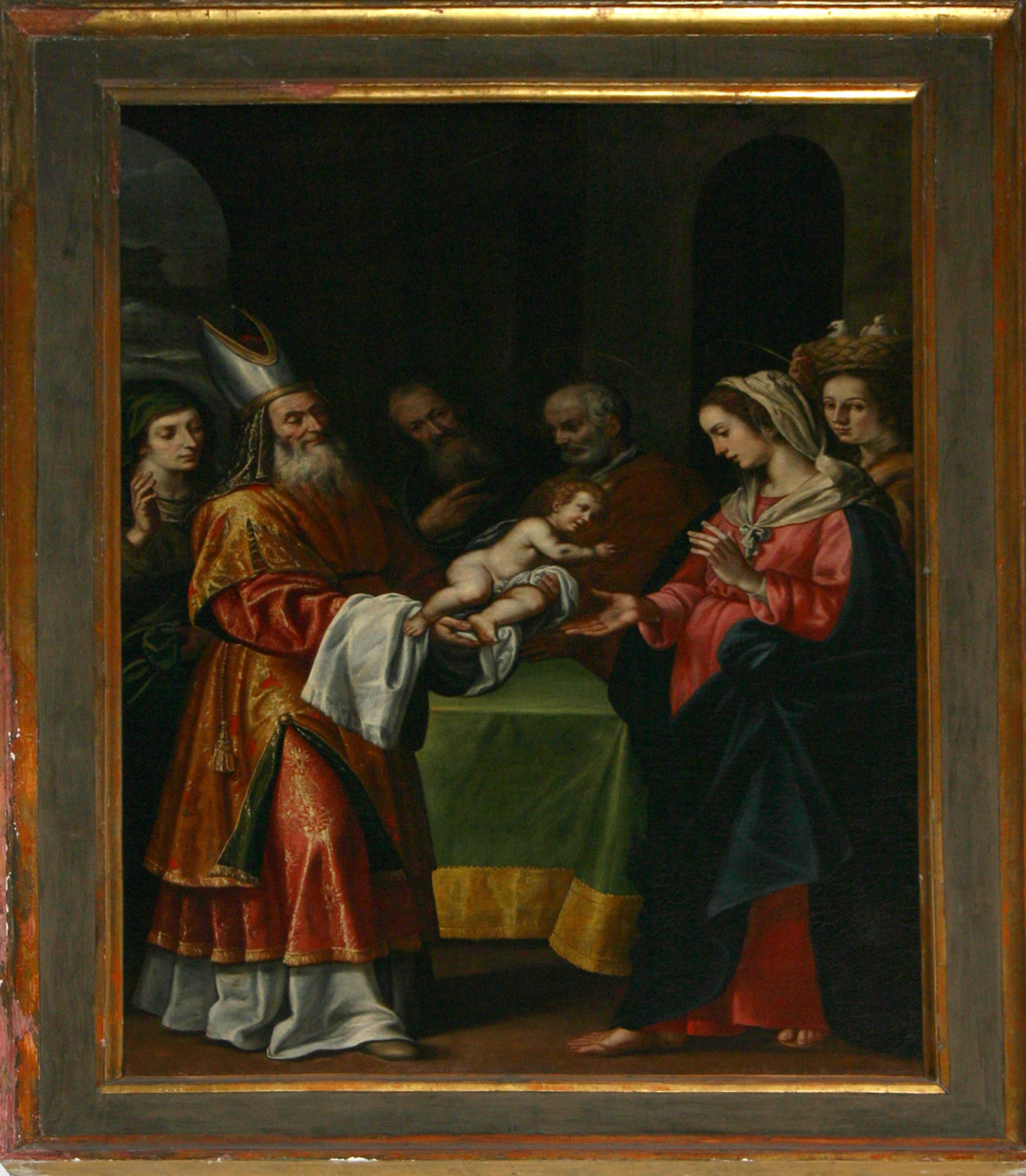
Presentación en el Templo. Milán, San Nazaro.

Camillo Procaccini (Bolonia, 1551 - Milán, 21 de agosto de 1629) Pintor italiano perteneciente a una importante dinastía de artistas y uno de los máximos representantes de la Escuela Boloñesa en la transición del último manierismo al primer barroco.

## Biografía
Nacido en Bolonia en 1551, hijo del pintor Ercole Procaccini y hermano mayor de Giulio Cesare y de Carlo Antonio, ambos también pintores. Se formó en el taller de su padre, y a principios de los ochenta se trasladó a Roma, en el séquito del conde Pirro Visconti Borromeo, personaje que posteriormente le encargaría la decoración del Ninfeo de la Villa Borromeo Visconti de Lainate. En Roma tuvo la oportunidad de estudiar la obra de los grandes maestros, sobre todo de Taddeo Zuccaro, cuyo influjo se hizo sentir en su estilo una vez regresó a Bolonia.
Otro de sus primeros trabajos destacados como artista independiente fue la decoración de la Basílica della Ghiara en Reggio Emilia (1587)
La destreza del Procaccini se aprecia ya en sus primeras obras, donde encontramos ya ejemplos, como el ciclo de frescos de la iglesia de San Próspero, en Reggio Emilia, del 1587, que constituyen verdaderas obras maestras.
Tras su definitivo regreso a Milán, Camillo alcanzó una posición preeminente dentro del panorama artístico local. Su acertada conjugación de las diversas influencias recibidas durante su período formativo cristalizaron en un estilo que causó sensación entre sus colegas. Se convirtió en el más firme ilustrador de la ortodoxia contrarreformista representada por personajes como Federico Borromeo. (Ver: Arte de la segunda mitad del siglo XVI en Milán.)
Otros trabajos dignos de mencionar son los frescos de la nave y el ábside de la catedral de Piacenza, en colaboración con Ludovico Carracci, y los frescos del coro de la iglesia de San Pablo de Milán, de 1625.
Procaccini también ejerció cierta actividad como grabador, de la que se conservan cinco obras firmadas.
Uno de sus discípulos fue Carlo Biffi.

## Obras destacadas
- Asunción de la Virgen (1582, San Gregorio, Bolonia)
- Frescos del ábside de San Clemente (1582, Collegio de Espagna, Bolonia)
- Adoración de los Reyes Magos (1584, Pinacoteca Nacional de Bolonia)
- Frescos de San Próspero (1587, Reggio Emilia)
  - Juicio Final
- Frescos del Ninfeo de la Villa Boromeo Visconti (1589, Lainate)
- Virgen con Niño y santos (1598, Galería Estense, Modena)
- Adoración de los Reyes Magos (1607-1608, Galería Estense, Modena)
- Frescos de la Capilla de la Deposición (San Ambrosio, Milán)
  - San Ambrosio impide el paso a la basílica del emperador Teodosio
- Virgen con el Niño entre San Pedro y San Antonio Abad (San Marco, Milán)
- Sagrada Familia del Racimo (Museo de Bellas Artes, Granada)
- Asunción de la Virgen (Sant Alessandro, Milán)
- Presentación en el Templo (San Nazaro, Milán)